# 天津开放大学

天津广播电视大学时期校徽

天津开放大学，简称天津电大，前称天津广播电视大学，于1958年成立。为中国第一所以广播函授为主要教学手段的远程教育高等学校，国际开放与远程教育理事会与亚洲开放大学协会成员。
先后名为天津红专广播函授大学、天津市广播函授大学和天津广播电视大学，2020年12月29日改为现名。

## 校区
- 海河园校区

天津市津南区咸水沽镇海河教育园区同心路36号
- 迎水道校区

天津市南开区迎水道1号

## 历任校长
| 顺序 | 姓名                             | 任期             |
| ---- | -------------------------------- | ---------------- |
| 1.   | 李耕涛                           | 1958.07-文革时期 |
| 2.   | 佟愚衡（时称革委会主任）         | 1976-1979        |
| 3.   | 白桦                             | 1982-1983        |
| 4.   | 姚峻                             | 1983-1989        |
| 5.   | 马福业（时任主持行政工作副校长） | 1989-1990        |
| 6.   | 胡熙武                           | 1992-1998        |
| 7.   | 史万铎                           | 1999-2000        |
| 8.   | 吴炳岳                           | 2000-2003        |
| 9.   | 冯雪飞                           | 2004-2014        |
| 10.  | 周志                             | 2015-2018        |
| 11.  | 张宗旺                           | 2019.03至今      |

## 分校[4]
- 天津广播电视大学南开分校
- 天津广播电视大学河北分校
- 天津广播电视大学红桥分校
- 天津广播电视大学河西分校
- 天津广播电视大学河东分校
- 天津广播电视大学新华分校
- 天津广播电视大学北辰分校
- 天津广播电视大学东丽分校
- 天津广播电视大学西青分校
- 天津广播电视大学津南分校
- 天津广播电视大学宝坻分校
- 天津广播电视大学塘沽分校
- 天津广播电视大学大港分校
- 天津广播电视大学汉沽分校
- 天津广播电视大学静海分校
- 天津广播电视大学蓟州分校
- 天津广播电视大学武清分校
- 天津广播电视大学宁河分校
- 天津广播电视大学纺织分校
- 天津广播电视大学渤海分校
- 天津广播电视大学物产集团分校
- 天津广播电视大学化工分校
- 天津广播电视大学机械分校
- 天津广播电视大学财贸分校